# ユバルデ郡 (テキサス州)
ユバルデ郡（ユバルデぐん、英: Uvalde County）は、アメリカ合衆国テキサス州の中央部南に位置する郡である。2010年国勢調査での人口は26,405人であり、2000年の25,926人から1.8%増加した。郡庁所在地はユバルデ市（人口15,751人）であり、同郡で人口最大の都市でもある。ユバルデ郡は1856年にユバルデ市を設立したリーディング・ウッド・ブラックによって設立され、郡名はコアウイラ州のスペイン人知事フアン・デ・ウハルデ（1729年-1816年）に因んで名付けられた。

## 歴史

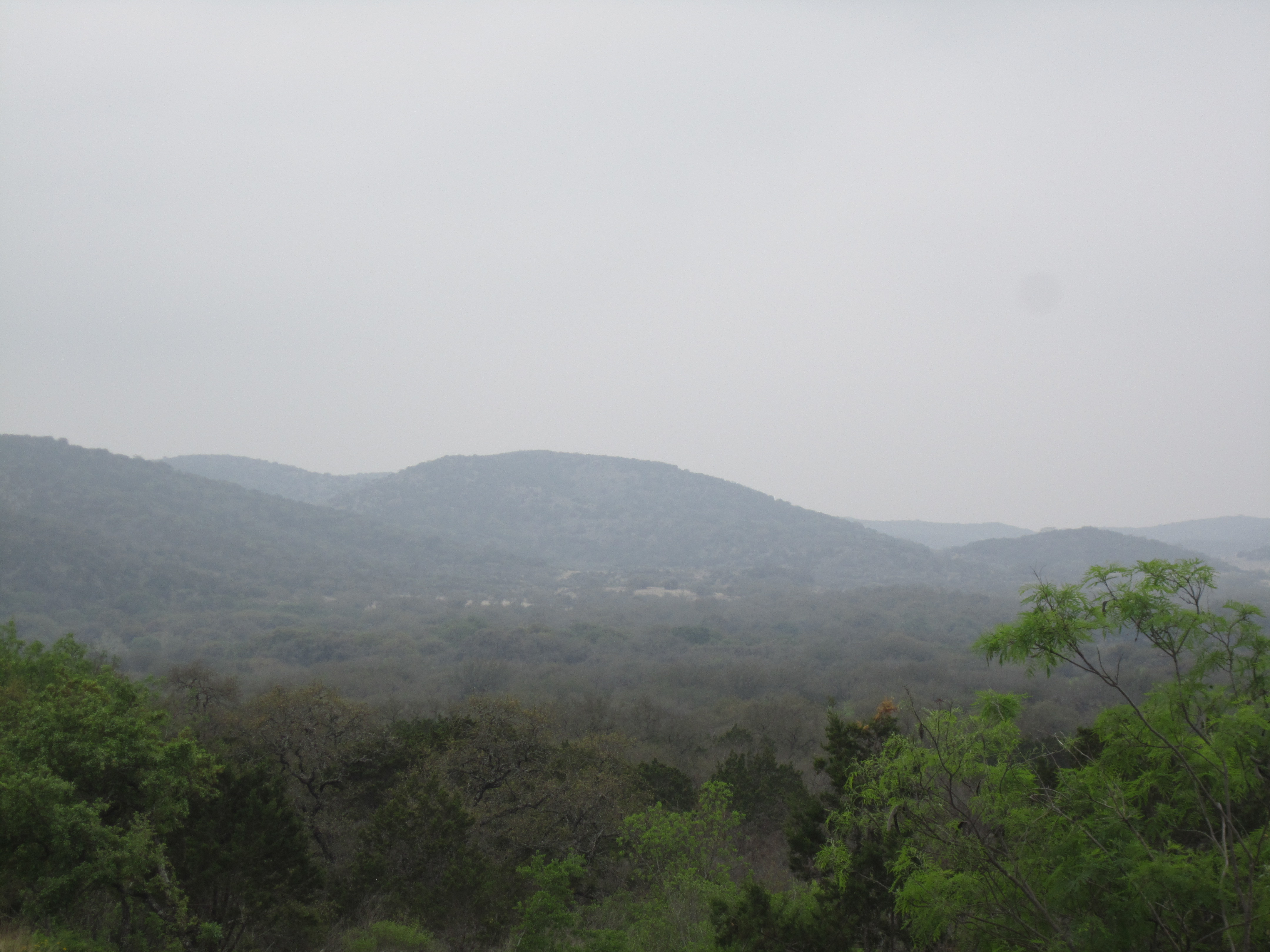
郡北部のテキサス・ヒル・カントリー

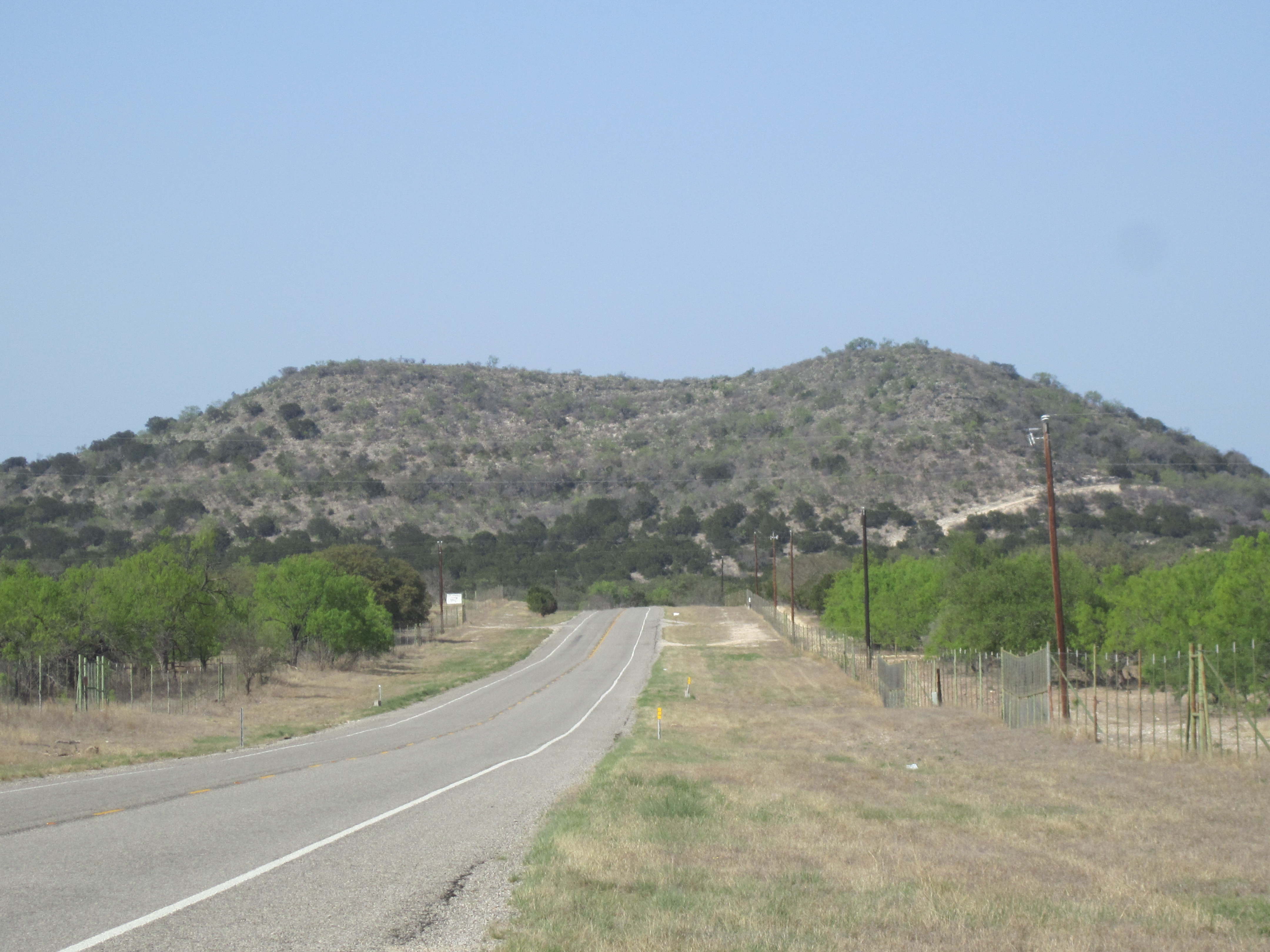
テキサス州道55号線、郡北西部ニュエセス川近くを蛇行している

### インディアン
考古学調査によって紀元前7000年頃に人類がユバルデ郡となった地域に居住していたことが分かっている。インゲ砦が造られた地の南、レオナ川沿いにインディアンの恒久的な集落があったことは、1675年のフェルナンド・デ・ボスクの探検記録に残されている。19世紀にはコマンチ族、トンカワ族、セミノール族、リパン・アパッチ族がこの地域で狩猟を続け、開拓者を襲うこともあった。

### 探検
1790年1月9日、コアウイラ州のスペイン人知事フアン・デ・ウハルデと内陸州の指揮官が600名の兵士を率いて、現在のユートピアの地近くでアパッチ族に対して決定的な勝利を上げた。その地はアロヨ・デ・ラ・ソレダドと呼ばれた。ウハルデの勝利を称えて、その後地域の峡谷がキャノン・デ・ウハルデと呼ばれるようになった。フランス人植物学者ジャン＝ルイ・ベルランディエが1820年代後半にこの地域を訪れた。1830年代、ジェームズ・ボウイが現在の郡北中部に鉱物探鉱者の一団を案内した。アドリアン・ウォル将軍のメキシコ軍が1842年にサンアントニオを攻撃するために使った道は、郡内を通っており、その後サンアントニオとを繋ぐ幹線道路になった。

### 初期開拓
1849年、インゲ砦が設立されて、メキシコ国境でのインディアンの略奪行為を抑え、またオーバーランド・サザン郵便が使った。
この地域で最初期の開拓者は1852年冬に到着したウィリアム・ワシントン・アーネットだった。1837年にサンアントニオの土地投機家が設立したキャニオン・デ・ウハルデ土地会社が、1830年代後半に均等受益権のある特許土地を買収し始めた。リーディング・ウッド・ブラックが共同経営者のネイサン・L・ストラットンと共に、1853年に後にユバルデの町になった場所のレオナ川沿いのまだ分割されていない土地と労働力を購入した。1855年5月2日、ブラックはサンアントニオの石版工ヴィルヘルム・カール・アウグスト・シエレパペを雇用し、エンシナ、後のユバルデの町の区画割りを行った。このブラックによるエンシナ設立と同時期に、ウィリアム・ウェア大尉がサビナル峡谷の上流にウェアズビルを、ジョージ・W・パターソン、ジョン・リーキーおよびA・B・ディラードがサビナル川にパターソンの町を造った。

### 郡の成立と成長
1855年11月、リーディング・ウッド・ブラックがテキサス州議会に働きかけて、ユバルデ郡を組織化することに成功した。1856年5月12日、ユバルデ郡が正式に組織化された。6月14日、エンシナが郡庁所在地に指定された。郡庁舎の2階が学校になり、1858年には郡内に6つの教育学区が組織化された。サンアントニオ・エルパソ郵便ルートが郡内の主要道路に延伸され、1857年にはインゲ砦が停車場になった。
米墨戦争の間や後で、メキシコ人とイギリス系アメリカ人の間に紛争が続き、1855年にはニュエセス川近くで11人のメキシコ人がリンチに遭った。1857年に成立した法で、メキシコ人が郡内を通ることを禁じた。
1861年、郡民投票の結果反対76票、賛成16票でアメリカ合衆国からの脱退への反対を決めた。テキサス州の脱退後直ぐにインゲ砦が放棄され、インディアンの攻撃が再開された。郡内の多くの男が南軍に入って戦ったが、北部支持者は迫害を避けるためにメキシコに逃げた。
南北戦争後、ユバルデは30年間も無法状態に置かれた。市民の間で暴力沙汰、無法行為、南軍と北軍の紛争が激しかったので、武装した護衛兵が雇われて郡の税評価官や徴収官を助け、保安官のいない状態も2年間近く続いた。南北戦争の終戦直後は北軍と南軍の帰還兵の間で紛争が続いた。密貿易業者、牛や馬の泥棒、その他多くのならず者が地域に溢れ、その中には悪名高い牛泥棒のJ・キング・フィッシャーもいたが、フィッシャーは1881年に郡保安官に任命された。ニュートン・ギャングのウィリス・ニュートンはユバルデの近くで最初の列車強盗を行った。ジェス・ニュートンとジョー・ニュートンはユバルデで引退した。
1878年、ユバルデで「アンパイア」紙が発刊し、1879年には「ヘスパリアン」紙が発刊した。1881年、ガルベストン・ハリスバーグ・サンアントニオ鉄道が郡内を通って建設され、サビナルとユバルデ市を通った。1880年代、ウィリアム・M・ランドラムが地域にアンゴラ山羊を導入した。20世紀への変わり目までに山羊の数が牛を上回るようになった。
ガンマンのパット・ギャレットが1891年から1900年まで郡内に住んでいた。
1905年までに、サザン・パシフィック鉄道がユバルデ、ニッパおよびサビナルに鉄道を敷いた。地域の養蜂産業が発展し、1900年パリの万国博覧会で第1位を受賞した。
1941年、市民保全部隊が建設したガーナー州立公園が公開された。同年、ガーナー陸軍飛行場も開設された。1937年に完成した国立魚類孵化場では、1970年代に多くのナマズ、オオクチバス、サンフィッシュを生産した。
1974年、郡内の農業生産高は4,500万ドルになっていた。1989年1月、ユバルデ郡はエドワーズ地下水地区から撤退した。1990年、郡人口は23,340人となり、60%がヒスパニックだった。

### 人種差別撤廃
1910年のメキシコ革命から大量の移民労働者が郡内に入り、土地を開墾し溝を掘り、郡内に灌漑用水が広がった。1921年のキャンプウッドまでのユバルデ・アンド・ノーザン鉄道、アスファルト・ベルトウェイ鉄道、および郡内南西端のブレウェットやダブニーでのアスファルト鉱山拡張はメキシコ人の労働力で完成した。1960年までにメキシコ系アメリカ人は郡人口16,015人の半分になっていた。1960年代は季節労働者がユバルデやサビナルを移動し続けた。
1891年、1892年および1921年の外国人土地法で、非住民による州内の土地の所有を禁じていた。これらの法は1965年テキサス州第59議会で撤廃された。これらの法やその他差別的な制度でテハーノが郡内の土地を買うことが制限されていた。
郡内のヒスパニックに対する公民権獲得運動が、アメリカン・リージョンのトマス・バレ支部設立で始まった。1965年に統一カトリック教会ができるまで、教会は礼拝場所を人種によって分離していた。
1968年、メキシコ系アメリカ人青年機構が郡内で結成され、1970年4月14日には600人以上のメキシコ系アメリカ人学生が6週間のストライキを行った。テキサス・レンジャーズやテキサス州公安省が教育委員会の要請に応えて、暴力行為を取り締まった。アメリカ合衆国上院教育機会平等委員会委員長ウォルター・F・モンデール上院議員が1970年7月30日にユバルデに行き、後にユバルデ・リーダー・ニューズに掲載されたインタビューで市当局を批判した。
1970年、ジェノベバ・モラレスが子供達のために、ユバルデ統合独立教育学区にたいして階級行動の訴訟を行った。
1975年、アメリカ合衆国控訴裁判所第5地区で、ユバルデ統合独立教育学区が学校における人種差別撤廃をできておらず、アメリカ合衆国憲法修正第14条と1964年公民権法第6項に違背していると裁定した。1976年、裁判所はユバルデ統合独立教育学区に対し法を遵守するよう命令した。2007年、ユバルデ統合独立教育学区は人種差別撤廃命令の取り消しを求めた。これにメキシコ系アメリカ人法的保護と教育基金が反対した。2008年9月15日、和解が成立した。
1975年までに郡内で僅か6人のメキシコ系アメリカ人が公務に就いているだけであり、指導者は一人も居なかった。この時以降、メキシコ系アメリカ人が郡のコミッショナーに就く様になり、他の郡では地方政府役人を務めるようになった。

## 地理
アメリカ合衆国国勢調査局に拠れば、郡域全面積は1,599平方マイル (4,038 km2)であり、このうち陸地1,577平方マイル (4,033 km2)、水域は2平方マイル (5 km2)で水域率は0.13%である。

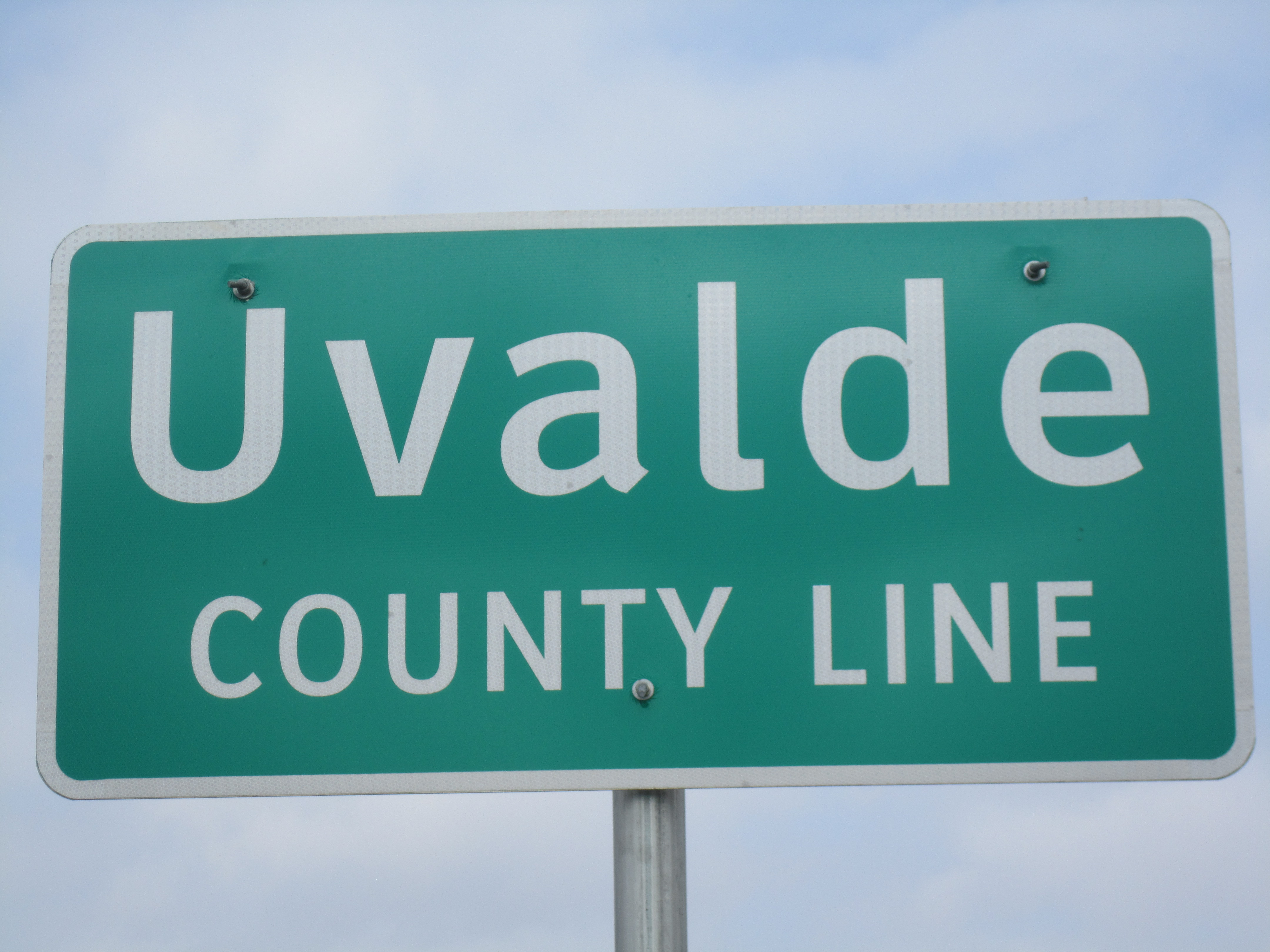
ユバルデ郡境の標識

### 主要高規格道路
- アメリカ国道83号線
- アメリカ国道90号線
- テキサス州道55号線
- テキサス州道127号線

### 隣接する郡
- リアル郡 - 北
- バンデラ郡 - 北東
- メディナ郡 - 東
- ザバラ郡 - 南
- マーベリック郡 - 南西
- キニー郡 - 西
- エドワーズ郡 - 北西

## 人口動態
以下は2000年の国勢調査による人口統計データである。
| 基礎データ - 人口: 25,926人 - 世帯数: 8,559 世帯 - 家族数: 6,641 家族 - 人口密度: 6人/km2（17人/mi2） - 住居数: 10,166軒 - 住居密度: 3軒/km2（6軒/mi2） 人種別人口構成 - 白人: 75.68% - アフリカン・アメリカン: 0.36% - ネイティブ・アメリカン: 0.68% - アジア人: 0.39% - 太平洋諸島系: 0.08% - その他の人種: 19.65% - 混血: 3.16% - ヒスパニック・ラテン系: 65.91% 年齢別人口構成 - 18歳未満: 31.4% - 18-24歳: 9.8% - 25-44歳: 25.3% - 45-64歳: 20.0% - 65歳以上: 13.6% - 年齢の中央値: 32歳 - 性比（女性100人あたり男性の人口） - 総人口: 95.0 - 18歳以上: 90.7 | 世帯と家族（対世帯数） - 18歳未満の子供がいる: 40.2% - 結婚・同居している夫婦: 59.4% - 未婚・離婚・死別女性が世帯主: 13.7% - 非家族世帯: 22.4% - 単身世帯: 19.9% - 65歳以上の老人1人暮らし: 9.8% - 平均構成人数 - 世帯: 2.96人 - 家族: 3.42人 収入と家計 - 収入の中央値 - 世帯: 27,164米ドル - 家族: 30,671米ドル - 性別 - 男性: 25,135米ドル - 女性: 16,486米ドル - 人口1人あたり収入: 12,557米ドル - 貧困線以下 - 対人口: 24.3% - 対家族数: 19.9% - 18歳未満: 33.9% - 65歳以上: 18.6% |

## 都市と町
- クニッパ
- サビナル
- ユートピア
- ユバルデ - 郡庁所在地
- ウバッルデエステイツ